# Кара-Холь
Кара-Холь (тув. Кара-Холь — Чёрное озеро), Тапсы-Аксы — село в Бай-Тайгинского кожууне Республики Тыва. Административный центр и единственный населённый пункт Кара-Хольского сумона.

## История
Название Кара-Холь — от близлежащего озера Кара-Холь
Тапсы-Аксы — по урочищу Тапсы-Аксы, где находится памятник федерального значения руническая надпись (таспы)

## География
Село находится у впадения р. Тапсы в р. Алаш.
К селу административно относятся  местечки (населённые пункты без статуса поселения):   м. Алаш-Ишти, м. Дапсы, м. Даштыг-Хол, м. Делег Хол, м. Сукпак, м. Торгалыг, м. Хол-Бажы, м. Шивилиглер.
Уличная сеть
ул. Адыгбай, ул. Ананды, ул. Дапсы, ул. Кошкар-оол, ул. Майын-Тараа, ул. Монгуш Эдуард, ул. Фабрик Антон.

## Географическое положение
Расстояние до:
районного центра Тээли (Бай-Тайга): 43 км.
столицы республики  Кызыл:    329 км.

## Известные жители
6 февраля 1941 года в селе Кара-Холь родился Солун-оол Люндуп Иргитович — актёр театра, народный артист Российской Федерации, заслуженный артист Российской Федерации, народный артист Республики Тыва.
Кужугет Сереевич Шойгу — советский партийный и государственный деятель, секретарь Тувинского обкома КПСС.
Калин-оол Сереевич Кужугет — первый учёный-геолог Тувы.

## Население
| 2002  | 2010  | 2011  | 2012  | 2013  | 2014  | 2015  |
| ----- | ----- | ----- | ----- | ----- | ----- | ----- |
| 981   | ↗1395 | ↘1392 | ↘1362 | ↘1334 | ↘1329 | ↘1327 |
| 2016  | 2017  | 2018  | 2019  | 2020  | 2021  |       |
| ↘1319 | ↗1342 | →1342 | ↗1353 | ↘1348 | ↘1334 |       |

## Инфраструктура
образование
д/с Сайлык, «Сайзанак»
Школа имени Кужугета Шойгу
сельское хозяйство
Вылов рыбы и водных биоресурсов в реках, озёрах, водохранилищах и прудах сельскохозяйственными товаропроизводителями — СХПК ДАПСЫ
Разведение овец и коз — МУУП «КАРА-ХОЛ», СХК «АЛАШ»
культура
сельский дом культуры
административная деятельность
МУЧ АДМ СП СУМОН КАРА-ХОЛЬ

## Транспорт
Автодорога местного значения.